# Submarine Bells
Submarine Bells — второй студийный альбом новозеландской инди-рок группы The Chills из Данидина. Он был выпущен в 1990 году на лейбле Flying Nun Records и Slash Records. Это был первый альбом группы на крупном лейбле, поскольку Мартин Филлипс подписал контракт с Warner Bros. Records, дочерней компании Slash Records, для выпуска альбома в США. Альбом достиг № 1 в хит-параде альбомов Новой Зеландии и получил значительную поддержку от американских радиостанций. Альбом получил золотой статус в Новой Зеландии и стал пиком популярности Chills на родине. Он считается одним из определяющих альбомов данединского звучания данидин-саунд. Тур в поддержку Submarine Bells завершился триумфальным домашним концертом в Dunedin Town Hall.

## Отзывы
| Оценки критиков               | Оценки критиков |
| Источник                      | Оценка          |
| ----------------------------- | --------------- |
| AllMusic                      | [ 1 ]           |
| Chicago Tribune               | [ 2 ]           |
| Christgau's Consumer Guide    | A               |
| Mojo                          | [ 4 ]           |
| NME                           | 8/10            |
| The Philadelphia Inquirer     | [ 6 ]           |
| The Rolling Stone Album Guide | [ 7 ]           |
| Spin Alternative Record Guide | 8/10            |
| Uncut                         | 8/10            |
| Under the Radar               | 9/10            |

Submarine Bells получил положительные отзывы от музыкальных критиков. Критик AllMusic Нед Раггетт оценил альбом на 4 из 5 и отметил, что «Филлиппс создал прекрасную пластинку, которая длится всего тридцать шесть минут и не теряет ни секунды. Лид-трек и сингл „Heavenly Pop Hit“ остаётся самым известным треком, и вполне заслуженно — под восторженное сочетание клавишных и ритма Филлипс поёт именно это, вдохновляющий текст с парящим припевом, которому помогает дополнительный бэк-вокал приглашённой Донны Сэвидж. Дальше — одна высокая точка за другой, никогда не теряя ощущения элегантности и драйва, характерного для творчества группы. …Заглавный трек, с безмятежной оркестровкой, дополняющей грандиозную аранжировку, — идеальный способ завершить такой фантастический релиз».
Trouser Press выделил «великолепный заглавный трек», «должен был стать сметаной „Heavenly Pop Hit“» и многие другие отдельные композиции, но в основном хвалил альбом за его общую целостность и последовательность — признаки эволюции Chills от «первоклассной сингловой группы» до полностью сформировавшегося художественного предприятия со «зрелым, сдержанным и аффективно личным подходом». В своей книге «Music: What Happened?» музыкант и критик Скотт Миллер называет его «динамичным цельным альбомом» и «международной звездой и кульминацией» данидинского саунда. Он также относит «Heavenly Pop Hit» к лучшим песням года.

## Коммерческий успех и награды
Submarine Bells имел огромный успех на родине Chills. В июне 1990 года альбом вошёл в чарт альбомов Новой Зеландии под номером 7 и достиг позиции № 1 на следующей неделе, проведя в чарте в общей сложности 14 недель. Сингл «Heavenly Pop Hit» был выпущен в июле и достиг максимума на втором месте.
Альбом получил премию «Лучший альбом» на церемонии вручения музыкальных наград Новой Зеландии 1990 года (New Zealand Music Awards), а песня «Heavenly Pop Hit» стала лучшим синглом года (Single of the Year).

## Список композиций
Все песни написаны Мартином Филлиппсом.
1. «Heavenly Pop Hit»
2. «Tied Up in Chain»
3. «The Oncoming Day»
4. «Part Past Part Fiction»
5. «Singing in My Sleep»
6. «I Soar»
7. «Dead Web»
8. «Familiarity Breeds Contempt»
9. «Don’t Be — Memory»
10. «Effloresce and Deliquesce»
11. «Sweet Times»
12. «Submarine Bells»

## Чарты
| Чарт (1990)           | Высшая позиция |
| --------------------- | -------------- |
| Австралия (ARIA)      | 90             |
| Новая Зеландия (RMNZ) | 1              |